# Władysław I Przemyślida
Władysław I (zm. 12 kwietnia 1125) – książę Czech z dynastii Przemyślidów w latach 1109–1117 i 1120–1125.
Był piątym synem Wratysława II, księcia (a od 1085 króla) czeskiego, a trzecim pochodzącym z jego małżeństwa ze Świętosławą Swatawą, córką Kazimierza I Odnowiciela, księcia polskiego. Imię otrzymał po swoim wuju, Władysławie I Hermanie.
Wychowawcą Władysława był Pawlik syn Markwarta.
W 1107 roku doprowadził do przewrotu w Czechach. Do Władysława przybyli Bożej i Męcina z rodu Wrszowców, zagrożeni uwięzieniem przez księcia Borzywoja II. Za ich namową Władysław wysłał posłańca do swojego brata stryjecznego Świętopełka, księcia morawskiego na Ołomuńcu, z ofertą objęcia tronu. Świętopełk skorzystał z oferty i został księciem Czech, z kolei Borzywoj II wraz z najmłodszym bratem Sobiesławem I schronił się w Polsce.
Po śmierci Świętopełka uzyskał poparcie cesarza rzymskiego Henryka V w staraniach o tron czeski. Potwierdził on jego władzę książęcą w styczniu 1110 roku w Rokycanach.
Pod koniec 1117 roku do Czech wrócił Borzywoj II. Władysław dobrowolnie zrzekł się władzy na jego korzyść, zostawiając dla siebie tylko krainę na wschodzie kraju. Latem 1120 roku ponownie wrócił do władzy.
W 1109 roku poślubił Rychezę z Bergu, córkę hrabiego Henryka. Z tego małżeństwa pochodziło czworo dzieci:
- Władysław II
- Dypold I
- Henryk
- Swatawa (Ludgarda)

| 4. Brzetysław I           |  |                        |  |  |                            |
|                           |  | 2. Wratysław II        |  |  |                            |
| 5. Judyta ze Schweinfurtu |  |                        |  |  |                            |
|                           |  |                        |  |  | 1. Władysław I Przemyślida |
| 6. Kazimierz I Odnowiciel |  |                        |  |  |                            |
|                           |  | 3. Świętosława Swatawa |  |  |                            |
| 7. Dobroniega Maria       |  |                        |  |  |                            |
|                           |  |                        |  |  |                            |